# 大明 (南朝宋)
大明（だいめい）は、南北朝時代、南朝宋の孝武帝劉駿の治世に行われた2番目の元号。457年 - 464年。

## 出来事
- 8年閏5月：孝武帝崩御、前廃帝劉子業が即位。

## 西暦・干支との対照表
| 大明 | 元年  | 2年   | 3年   | 4年   | 5年   | 6年   | 7年   | 8年   |
| 西暦 | 457年 | 458年 | 459年 | 460年 | 461年 | 462年 | 463年 | 464年 |
| 干支 | 丁酉  | 戊戌  | 己亥  | 庚子  | 辛丑  | 壬寅  | 癸卯  | 甲辰  |

## 北朝の年号
- 北魏：太安3 - 和平5